# Ворошиловски стрелец (филм)
Ворошиловски стрелец (на руски: Ворошиловский стрелок) е руски криминален филм от 1999 година на режисьора Станислав Говорухин по роман на Виктор Пронин.

## Сюжет
Внучката на възрастен мъж става жертва на изнасилване от трима мъже. Пенсионерът е силно възмутен от липсата на воля у властите да разкрият престъпниците, които да получат подобаващо наказание. Ситуацията го подтиква да прибегне до незаконни методи спрямо извършителите на престъплението, в името на правдата.

## Актьорски състав
- – Михаил Улянов
- – Анна Синякина
- – Александър Пороховщиков
- – Сергей Гармаш
- – Ирина Розанова
- – Марат Башаров
- – Иля Древнов
- – Алексей Макаров

## Награди и номинации
- Награда Ника на Руската академия за кинематографичното изкуство за най-добра мъжка роля (Михаил Улянов), както и номинации в още три категории: за най-добър филм, най-добра музика и най-добра мъжка второстепенна роля (Сергей Гармаш);
- Златен овен от Гилдията на кинокритиците за Михаил Улянов;